# Tour de l'Avenir 2004
Le Tour de l'Avenir 2005 était la 41e édition du Tour de l'Avenir. La compétition, ouverte aux coureurs de moins de 25 ans s'est déroulée du 2 au 11 septembre 2004. La course comportait 10 étapes tracées entre Fort-Mahon-Plage et Le Grand-Bornand.

## Étapes
| Étape    | Date     | Ville Départ     | Ville Arrivée            | km         | Vainqueur          | Maillot Jaune        |
| -------- | -------- | ---------------- | ------------------------ | ---------- | ------------------ | -------------------- |
| Étape 1  | 2 sept.  | Fort-Mahon-Plage | Fort-Mahon-Plage         | 12.2 (clm) | Thomas Dekker      | Thomas Dekker        |
| Étape 2  | 3 sept.  | Cayeux-sur-Mer   | Fort-Mahon-Plage         | 153        | Sébastien Chavanel | Thomas Dekker        |
| Étape 3  | 4 sept.  | Mers-les-Bains   | Fontaine-au-Pire         | 206        | Steven Caethoven   | Gustavo César Veloso |
| Étape 4  | 5 sept.  | Fontaine-au-Pire | Mouzon                   | 203        | Sébastien Chavanel | Gustavo César Veloso |
| Étape 5  | 6 sept.  | Stenay           | Yutz                     | 141.5      | Sébastien Chavanel | Gustavo César Veloso |
| Étape 6  | 7 sept.  | Yutz             | Metz                     | 142        | Christophe Kern    | Thomas Lövkvist      |
| Étape 7  | 8 sept.  | Metz             | Rambervillers            | 146        | Tyler Farrar       | Thomas Lövkvist      |
| Étape 8  | 9 sept.  | Gérardmer        | Morteau                  | 199        | Martin Mareš       | Maxim Iglinskiy      |
| Étape 9  | 10 sept. | Morteau          | Bellegarde-sur-Valserine | 174        | Theo Eltink        | Maxim Iglinskiy      |
| Etape 10 | 11 sept. | Le Grand-Bornand | Le Grand-Bornand         | 141        | Thomas Lövkvist    | Sylvain Calzati      |

## Classement final
|     | Cycliste             |    | Temps            |
| --- | -------------------- | -- | ---------------- |
| 1.  | Sylvain Calzati      | en | 37 h 17 min 51 s |
| 2.  | Thomas Lövkvist      | +  | 00 s             |
| 3.  | Christophe Le Mével  |    | 03 s             |
| 4.  | Moisés Dueñas        |    | 07 s             |
| 5.  | Maxim Iglinskiy      |    | 40 s             |
| 6.  | David López García   |    | 41 s             |
| 7.  | Matija Kvasina       |    | 43 s             |
| 8.  | Theo Eltink          |    | 44 s             |
| 9.  | Maryan Hary          |    | 52 s             |
| 10. | Frederik Willems     |    | 1 min 48 s       |
| 11. | Pieter Mertens       |    | 2 min 31 s       |
| 12. | Matthieu Sprick      |    | 2 min 47 s       |
| 13. | Gustavo César Veloso |    | 2 min 48 s       |
| 14. | Yannick Talabardon   |    | 2 min 52 s       |
| 13. | Petter Renäng        |    | 3 min 23 s       |

## Classements annexes
| Classement par points     | Sébastien Chavanel        |
| Grand Prix de la Montagne | Yannick Talabardon        |
| Meilleure équipe          | Vlaanderen 2000-T Interim |